# 空港北トンネル

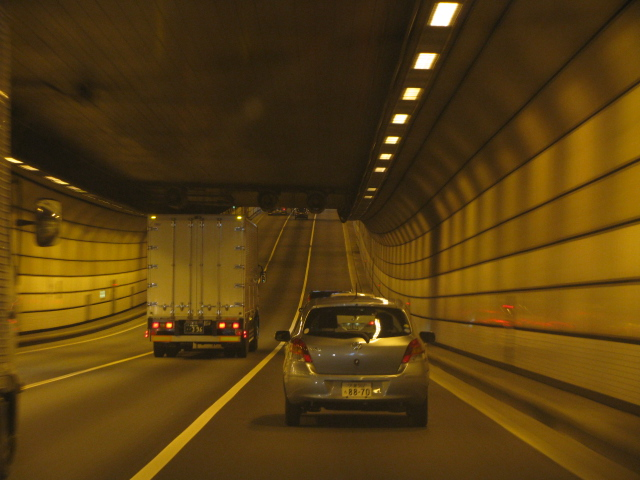
西行き方面トンネル内部

空港北トンネル（くうこうきたトンネル）は、東京都大田区羽田空港と同区京浜島を結ぶ首都高速道路湾岸線のトンネルである。長さ1478m。

## 歴史
- 1993年9月27日 - 空港北トンネル完成。

## 特徴
- 国道357号と並行し、中間に開口部があるほか、東京国際空港（羽田空港）のB滑走路を潜る。
- 水底トンネルであるため、危険物積載車両の通行は禁止されている。

## 隣
首都高速湾岸線
(B16,B17)空港中央出入口 - 空港北TN - 東海JCT - (B18,B19)大井南出入口